# Autobahnnetz Peking

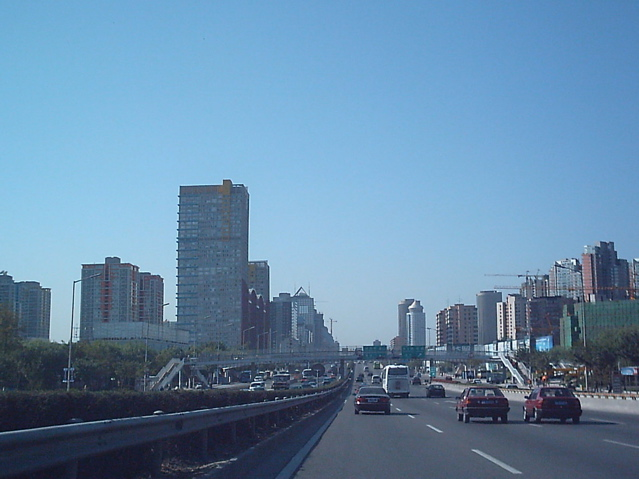
Ringstraße 2004

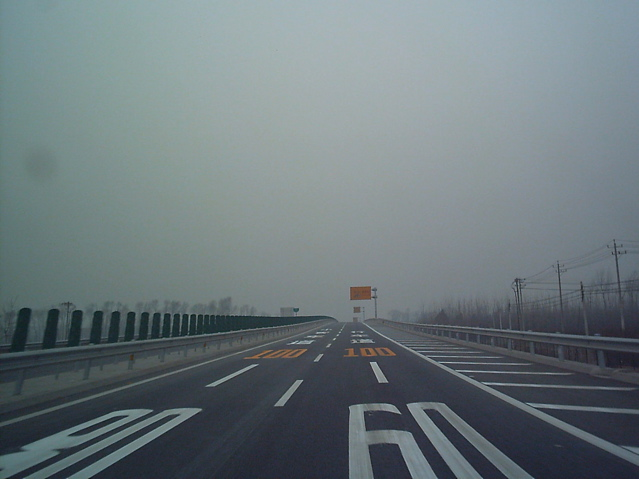
6. Ringstraße

Peking ist der wichtigste Verkehrsknotenpunkt Chinas. Insbesondere der schnell wachsende Automobilverkehr erfordert immense Investitionen. Das Autobahnnetz in Peking wächst ohne Unterbrechung, nachdem im Jahr 1991 Peking durch die Jingshi-Autobahn mit Shijiazhuang verbunden wurde. Es gibt inzwischen direkte Autobahnverbindungen nach Badaling, Chengde, Bezirk Tongzhou, Harbin, Shenyang, Tianjin und Kaifeng.
Geografisch befinden sich etwas mehr als die Hälfte aller Autobahnen des Autobahnnetzes im östlichen Stadtteil. Aufgrund des schwierigen geografischen Terrains gibt es weniger Autobahnen im Westen.
Das Autobahnnetz Pekings wurde in den letzten Jahren erheblich erweitert: Zwei weitere Autobahnen in Fahrtrichtung Tianjin wurden gebaut (der Verkehrskorridor Peking-Tianjin ist für die Wirtschaft sehr wichtig), eine Direktverbindung im Osten Pekings (Bezirk Pinggu) ist ebenfalls gebaut worden und die 7. Ringstraße (die die neue und vermutlich endgültige Grenze der Stadt Peking bilden wird) wurde 2016 fertiggestellt. Bis zu drei weitere Autobahnen sollen im Gebiet des gerade ausgebauten Flughafens gebaut werden (Nordverbindungslinie, 2. Flughafenautobahn und Litian-Autobahn).
Das chinesische Autobahnnetz ist meist mit Geschwindigkeitsbeschränkungen ausgestattet (oft 100–120 Kilometer pro Stunde). Das reicht meist für staulosen Verkehr, die Situation ist vergleichbar mit der Fahrweise in den USA.
Der Bau einer Autobahn folgt einem Generalplan und auf Antrag bei und Genehmigung durch die Regierung. Sie wird grundsätzlich nach dem Prinzip „Autobahnbau per Geldaufnahme“ gebaut, deshalb handelt es sich hier immer um gebührenpflichtige Autobahnen. Sogar die 6. Ringstraße Pekings ist gebührenpflichtig (obwohl sie zu den innerstädtischen Ringstraßen zählt).

## Autobahnen und Schnellstraßen auf dem Gebiet Pekings
- Flughafen-Autobahn: Stadtzentrum Peking – Flughafen Peking (Richtung Nordosten)
- Jingping-Schnellstraße: Peking – Pinggu, Provinzstraße S32
- Tonyuan-Autostraße: Stadtzentrum Peking – Bezirk Tongzhou, Teil der Nationalstraße G102 (Richtung Osten)
- Jingha-Autobahn: Bezirk Tongzhou – Shenyang – Harbin, siehe Autobahn G1, früher G025 (Richtung Osten)
- Jingjin-Schnellstraße: Peking – Tianjin – Tanggu (Richtung Südosten)
- Jinghu-Autobahn: Peking – Tianjin – Shanghai, siehe Autobahn G2, früher G020 (Richtung Südosten)
- Daguang-Autobahn: Peking – Gu’an – Guangdong (Kanton), siehe Autobahn G45 und Nationalstraße G106 (Richtung Süden)
- Jinggang'ao-Autobahn: Peking – Baoding – Hongkong, siehe Autobahn G4, früher G030 (Richtung Südwesten)
- Jingkun-Autobahn: Peking – Taiyuan – Kunming, siehe Autobahn G5 (Richtung Südwesten) (im Bau)
- Jingzang-Autobahn: Stadtzentrum Peking – Badaling – Lanzhou, siehe Autobahn G6 (Richtung Nordwesten)
- Jingxin-Autobahn: Bezirk Changping – Ürümqi, siehe Autobahn G7 (Richtung Nordwesten)
- Daguang-Autobahn: Peking – Miyun – Daqing, siehe Autobahn G45 (Richtung Nordosten)

Ferner bestehen sechs Ringstraßen, die das Ringstraßennetz Peking bilden:
- 2. Ringstraße: Im Abstand von wenigen Kilometern zum Stadtzentrum, siehe 2. Ringstraße (Peking)
- 3. Ringstraße: Im Abstand von etwa 5 Kilometern zum Stadtzentrum, siehe 3. Ringstraße (Peking)
- 4. Ringstraße: Im Abstand von etwa 8 Kilometern zum Stadtzentrum, siehe 4. Ringstraße (Peking)
- 5. Ringstraße: Im Abstand von etwa 10 Kilometern zum Stadtzentrum, siehe 5. Ringstraße (Peking)
- 6. Ringstraße: Im Abstand von etwa 20–30 Kilometern zum Stadtzentrum, siehe 6. Ringstraße (Peking) (Autobahn G45 01, Autobahnring Peking)
- 7. Ringstraße: Im Abstand von etwa 50–100 Kilometern zum Stadtzentrum, siehe Autobahn G95 (Hauptstadtregion-Ringautobahn)